# Carlos Casella (actor peruano)
Carlos Casella Montalva (Lima, 30 de mayo de 1987) es un actor peruano de cine, teatro y televisión, reconocido principalmente por su participación en la serie de películas La peor de mis bodas y en las telenovelas La reina de las carretillas, Colorina, Mi Esperanza y Luz de luna.

## Carrera
Formado en la Escuela de Teatro de la Pontificia Universidad Católica del Perú, comenzó su carrera artística a los veinte años, siendo parte de la conducción del programa infantil Animateens por el canal Panamericana en el año 2007, conformando el elenco con los también actores Nataniel Sánchez, Sebastián Stimman y Stephie Jacobs.
Casella logró reconocimiento en su país luego de interpretar el papel recurrente de José Tapia García en el seriado La reina de las carretillas en 2012, y por su participación como Ángel en la serie Comando Alfa en 2014. Tres años después debutó en el cine interpretando a Lucas en el filme de terror La entidad, del cineasta Eduardo Schuldt.
Tras registrar papeles menores en las telenovelas Valiente amor y Amores que matan, en 2016 retornó al cine con el filme de comedia La peor de mis bodas, en el papel de Juanito. Repetiría su rol en La peor de mis bodas 2 (2019) y La peor de mis bodas 3 (2023). Entre 2017 y 2018 interpretó el papel recurrente de Gérard en la telenovela Colorina.
Tras aparecer en el filme Somos Néctar en 2017, un año después actuó como Octavio Mondragón en la telenovela Mi Esperanza,y en 2019 integró el reparto principal en la serie Señores papis. Su siguiente proyecto fue la película De patitas a la calle (2020), bajo la dirección de Carlos Landeo.Ese mismo año participó en la serie web Atrapados: Divorcio en cuarentena.
Entre 2021 y 2022 interpretó el papel de Herbert en el seriado Luz de luna,y en 2023 hizo parte del elenco de la película de comedia Susy: Una vedette en el Congreso, bajo la dirección de Liliana Álvarez.Ese mismo año protagonizó la obra teatral Oh, Father!, acerca de un joven homosexual que se cuestiona sobre su relación con su fallecido padre.

## Filmografía

### Televisión
| Año       | Título                            | Papel             | Notas         |
| --------- | --------------------------------- | ----------------- | ------------- |
| 2007      | Animateens                        | Presentador       |               |
| 2012      | La reina de las carretillas       | José Tapia García | 30 episodios  |
| 2013      | Ponte play                        | Concursante       |               |
| 2014      | Comando Alfa                      | Ángel             |               |
| 2015      | Nuestra historia                  | Bruno Ángeles     |               |
| 2016      | Valiente amor                     | Rafael            | 2 episodios   |
| 2016      | Amores que matan                  | Percy             | 1 episodio    |
| 2018      | Mi Esperanza                      | Octavio Mondragón | 41 episodios  |
| 2017-2018 | Colorina                          | Gérard            | 103 episodios |
| 2019      | Señores papis                     | Sergio            | 32 episodios  |
| 2020      | Atrapados: Divorcio en cuarentena | Andrés            |               |
| 2021-2022 | Luz de luna                       | Herbert           | 34 episodios  |

### Cine
| Año  | Título                           | Papel    | Notas |
| ---- | -------------------------------- | -------- | ----- |
| 2015 | La entidad                       | Lucas    |       |
| 2016 | La peor de mis bodas             | Juancito |       |
| 2017 | Somos Néctar                     |          |       |
| 2019 | La peor de mis bodas 2           | Juancito |       |
| 2020 | De patitas a la calle            |          |       |
| 2023 | La peor de mis bodas 3           | Juancito |       |
| 2023 | Susy: Una vedette en el Congreso | Paco     |       |